# 赤間麻里子
赤間 麻里子（あかま まりこ、1970年8月26日 - ）は、日本の女優、声優。神奈川県横浜市出身。身長159cm。JFCT所属。

## 来歴・人物
高校卒業後、昭和音楽芸術学院（現・昭和音楽大学）ミュージカル科に入学（木村多江とはクラスメイトだった）。大学を休学してダンスを学ぶためにニューヨーク、ロンドン、パリを行き来する。
ロンドンにてコンテンポラリーダンス、パリにて空中ブランコのワークショップを専攻。
大学のミュージカル科を中退後、「演劇界の東大」といわれるほど入門が難しい仲代達矢が主宰する無名塾を受験し、見事に合格。
1989年から入塾し、1998年まで在籍していた（同期は中原果南）。
2012年、『わが母の記』のオーディションを受け、役所広司演じる主人公の妻・伊上美津役に抜擢されて42歳で映画初出演を果たす。以降、原田眞人作品に常連出演している。
井筒和幸、武正晴、深田晃司、吉田大八、李相日とも多くの仕事をしている。
声優の田中真弓とは舞台やテレビドラマで何度も共演を果たしており、プライベートでも仲が良く尊敬する先輩の一人として挙げている。
映画・テレビ・舞台・海外ドラマの吹き替え（声優）をはじめ、女優としてのキャリアを生かし、舞台『JOB&BABY』の企画・作・演出なども手掛けるなど幅広く活躍している。
2023年、映像制作ユニット「こねこフィルム」に参加。ショートドラマ『年齢確認VSプライド』がSNSで大評判となり、『年齢確認』シリーズは配信開始から半年でトータル2億回超の再生回数を記録した。
夫は同じく無名塾出身で俳優の高川裕也。
3人の子供がおり、30代は子育てに専念していた。

## 出演

### テレビドラマ
- 清左衛門残日録 第12話（1993年、NHK） - ひで 役
- 超光戦士シャンゼリオン 第1話（テレビ朝日） - いずみ 役
- さしすせそ!?（TBS） - 準レギュラー
- 土曜ワイド劇場（テレビ朝日）
  - 「警察署長」
  - 「船長シリーズ 太平洋殺意のうず潮」 - 本田絵理 役
  - 「殺人披露宴」 - 根元真奈美 役
  - 「女弁護士 朝吹里矢子7 嘱託殺人の罠」 - 女将 役
  - 「罠の二重誘拐」
  - 「森村誠一の終着駅シリーズ
    - 第19作 - 金原秀子 役
    - 第27作 - 梅谷千恵 役
- 火曜サスペンス劇場（日本テレビ）
  - 「わが町X 結婚祝いで届いた毒グモは8年前に急死した男からの贈り物」
  - 「遺留指紋」
  - 「同姓同名」
  - 「指名手配2」（1999年） - 関敦子 役
  - 「刑事・鬼貫八郎10 風の証言」 - 露木朝子 役
  - 「事件記者2」
- 美しい人（TBS）
- ナースのお仕事3 第1話・3話・4話・7話 - 9話（フジテレビ） - 外来担当ナース 役
- 月曜ドラマスペシャル「垂里冴子のお見合い事件簿」（TBS）
- 女と愛とミステリー「篝警部補の事件簿 富士六湖殺人水脈」（テレビ東京） - 古西千都子 役
- 俺たちの旅〜30年目の運命（日本テレビ）
- 生きたい〜家族のリレー〜生体肝移植（ABC）
- 夏の秘密（東海テレビ） - 準レギュラー
- 月曜ゴールデン「捜し屋★諸星光介が走る!5」（TBS） - 武井由紀 役
- 太宰治短編小説集「駈込み訴え」（NHK BS2）
- ミッドナイト・ホラーシアター 第4話「悪夢の臨床実験」（フジテレビワンツーネクスト）
- BOSS 2ndシーズン 第5話（フジテレビ）
- 東野圭吾3週連続スペシャル・11文字の殺人（フジテレビ） - 山森正枝 役
- 鈴木先生 第9話（2011年） - 中村加奈の母 役
- 絶対零度〜特殊犯罪潜入捜査〜 第4話（フジテレビ） - 大塚美穂子 役
- 私立探偵★真壁リュウ 第4話（フジテレビワンツーネクスト）
- ドラマW（WOWOW）
  - 向田邦子 イノセント 第2話「きんぎょの夢」
- 連続ドラマW（WOWOW）
  - プラチナタウン 第1話
  - 震える牛 第2話
  - テミスの求刑 - 沢登里美 役
  - しんがり 山一證券 最後の12人 - 花瀬瑛子 役
  - 沈まぬ太陽 - クラブママ 役
  - 不発弾（2018年） - 橋本公子 役
  - ゲームの名は誘拐（2024年6月9日 - 6月30日） - 葛城芙美子 役[7]
- クロヒョウ2 龍が如く 阿修羅編 第5話（MBS）
- 遺留捜査 第2シリーズ 第2話（テレビ朝日） - 永井圭子 役
- ハイスクール歌劇団☆男組（CBC）
- 相棒（テレビ朝日）
  - season11 第1話「聖域」（2012年10月10日）- 江崎絹子 役
  - season15 第8話「100％の女」（2016年11月30日）- 棚橋希代子 役
  - season23 第13話「レジリエンス」（2025年1月29日）- 和田彩子 役
- そこをなんとか 第7話（NHK BSプレミアム） - 笹井美由紀 役
- 水曜ミステリー9「新・犯罪交渉人 百合子」（テレビ東京） - 杉山京子 役
- BORDER 警視庁捜査一課殺人犯捜査第4係 第5話（テレビ朝日） - 岡部彩 役
- すべてがFになる 第3話・第4話（フジテレビ） - 香山綾緒 役
- びったれ!!! 第5話（テレビ神奈川） - 赤木久美子 役
- ドS刑事 第5話（日本テレビ） - 有田サチ 役
- ホテルコンシェルジュ 第8話（TBS） - 藤岡郁美 役
- 遺産争族（テレビ東京） - 北山二美 役
- 警視庁ゼロ係〜生活安全課なんでも相談室〜 第4話（テレビ東京） - 温井穂乃香 役
- 誤断（2015年） - 森田冬実 役
- フラジャイル 第6話（フジテレビ） - 須藤由美 役
- 朝が来る（フジテレビ系） - 片倉咲子 役
- ON 異常犯罪捜査官・藤堂比奈子 （フジテレビ） - 霜川由美 役
- 家政夫のミタゾノ 第1シリーズ 第1話（2016年） - 小津鮫清美 役
- そして誰もいなくなった（2017年） - 門殿詩織 役
- 沈黙法廷（2017年） - 熊谷奈緒美 役
- CRISIS 公安機動捜査隊特捜班（2017年） - 早川時枝 役
- ドクターX〜外科医・大門未知子〜 第1話（2017年10月12日、テレビ朝日） - 一色の妻 役
- 奥様は、取り扱い注意（日本テレビ） - 野上 役
- dele（2018年） - 安岡由季 役
- 刑事ゼロ（2019年） - 真崎薫 役
- 神の手 (久坂部羊の小説)（2019年） - 森田珠美 役
- ポイズンドーター・ホーリーマザー（2019年） - 樋口実貴子 役
- やすらぎの刻〜道（2019 - 2020年、テレビ朝日） - 木宮逸子 役
- 月曜プレミア8
  - 「再雇用警察官」（2020年5月11日、テレビ東京） - 近藤陽子 役
  - 「警視庁強行犯係・樋口顕9」（2020年） - 城山佐智 役
- セブンティウイザン（2020年） - 三木洋子 役
- MIU404 第3話（2020年7月10日、TBS） - 藤下校長 役
- 刑事7人 Season6（2020年） - 佐藤和子 役
- タリオ 復讐代行の2人（2020年） - 古沢奈津子 役
- 先生を消す方程式。（2020年） - 前野静の母 役
- 西荻窪 三ツ星洋酒堂（2021年） - 権藤由紀子 役
- うきわ (漫画)（2021年） - 田代さん 役
- ナイト・ドクター（2021年） - 岩田静香 役
- 世にも奇妙な物語 夏の特別編「あと15秒で死ぬ」（2021年） - 宝林頼子 役
- 元彼の遺言状 第6話（2022年5月16日、フジテレビ） - 栗花落礼子 役
- 石子と羽男-そんなコトで訴えます?-（2022年） - 赤井秀美 役
- 二十四の瞳（2022年8月8日、NHK BSプレミアム / BS4K）
- 空白を満たしなさい（2022年NHK）
- 合理的にあり得ない 〜探偵・上水流涼子の解明〜 第3話（2023年5月1日、関西テレビ・フジテレビ系） - 真由美ママ 役
- あたりのキッチン第7話（2023年11月25日、東海テレビ・フジテレビ系)　- 鈴代雪江（桜の母） 役
- 虎に翼（2024年4月1日～、NHK)　- 米谷信子 役
- アンメット-ある脳外科医の日記-第10話（2024年6月17日、カンテレ制作/フジテレビ系列） - 柏木芳美 役
- さすらい署長 風間昭平スペシャル「とやま庄川峡殺人事件」（2024年6月24日、テレビ東京） - 時任真澄 役[8]
- ビリオン×スクール 第7話（2024年8月16日、フジテレビ） - キャシー 役[9]
- しょせん他人事ですから 〜とある弁護士の本音の仕事 第6話・第7話（2024年8月30日・9月6日、テレビ東京） - 村正千佳 役[10]
- 海に眠るダイヤモンド（2024年10月、TBS） - 出水梅子 役
- 家政婦クロミは腐った家族を許さない 第7話（2025年2月22日、テレビ東京） - 菜々 役[11]
- 三人夫婦（2025年4月9日 - 6月18日、TBS） - 三津田夏子 役[12]
- ソロ活女子のススメ5 第3話（2025年4月17日、テレビ東京）- 夢の島熱帯植物館の女性客 役[13]
- しあわせな結婚 第3話（2025年7月31日、テレビ朝日） - ホテルの女将・並子 役[14]
- 私の彼が姉の夫になった理由（2025年8月8日 - 、MBS） - 吉村百合子 役[15]

### 配信ドラマ
- RETURN（UULA）原田眞人監督 - 御殿川仁子 役
- 全裸監督（Netflix）武正晴監督-中井の妻
- 30歳目前、人生設計狂いました。（BUMP）権野元監督 - 彩の母 役
- 外道の歌（DMM TV）白石晃士監督 - 大高静江 役[16]

### 映画
- わが母の記（2012年） - 伊上美津 役
- EDEN　（2012年） - 磯野勝代 役
- 黄金を抱いて翔べ（2012年） - 幸田弘之の母 役
- 江ノ島プリズム（2013年） - 木島芳恵 役
- RETURN ハードバージョン - 御殿川仁子 役
- 乙女のレシピ（2013年）
- 天心（2013年） - 岡倉基子 役
- 物置のピアノ（2014年） - 宮本恵子 役
- イン・ザ・ヒーロー（2014年） - 寺本真理恵 役
- グレイトフルデッド（2014年） - 冴島響子 役
- ひとまずすすめ（2014年）
- さいはてにて-やさしい香りと待ちながら-（2015年）
- あしたになれば。（2015年） - 松井順子 役
- 駆込み女と駆出し男 - 法鈴尼 役
- 日本のいちばん長い日（2015年）　 - NHK放送局員 役
- 先生と迷い猫（2015年）
- キセキ -あの日のソビト-（2017年）
- 美しい星（2017年） - 丸山梓 役
- 心が叫びたがってるんだ。（2017年） - 拓実の母 役
- おじいちゃん、死んじゃったって。（2017年） - 春野京子 役
- HKT48 短編 マリーゴールド　 - 田島麻里子 役
- 私の人生なのに（2018年） - 金城園江 役
- 劇場版コード・ブルー-ドクターヘリ-緊急救助（2018年）
- 検察側の罪人（2018年） - 小田島の妻 役
- かぞくいろ-RAILWAYS わたしたちの出発-（2018年） - 朝子 役
- 無頼（2020年） - 井藤まさよ 役
- 騙し絵の牙（2021年） - 伊庭綾子 役
- N号棟（2022年） 後藤庸介監督[17]
- 鬼が笑う（2022年）三野龍一監督 - 石川由紀子 役
- 流浪の月（2022年）李相日監督
- ヘルドッグス（2022年）原田眞人監督 - 熊沢佐代子 役
- 追想ジャーニー（2022年）- 文也の母　役
- 高野豆腐店の春（2023年8月18日）三原光尋監督 -  坂下美野里 役[18]
- 太陽がしょっぱい（2024年11月16日）西川達郎監督）[19]
- 雪子 a.k.a.（2025年1月25日公開予定）草場尚也監督 - 道端和子 役[20][21][22]
- うぉっしゅ（2025年5月2日）岡﨑育之介監督 - 古田 役[23]
- 仏師（2026年公開予定）田中綱一監督 - 山下百合子 役[24]

### 舞台
- 無名塾『シラノ・ド・ベルジュラック』（1989年、PARCO劇場他全国ツアー）
- 無名塾『ハロルドとモード』（1990年、PARCO劇場他全国ツアー）
- 無名塾『リチャードIII』（1991年、サンシャイン劇場全国ツアー）
- 無名塾秘演『白瀬中尉の南極探検』（1992年、銀座みゆき館） - 主演
- 西田尭舞踊団公演『地霊達の喜遊曲』（1992年、セシオン杉並）
- ラフカット第一回公演『グリーンルーム』（1993年、東京芸術劇場小ホール）
- 二兎社公演『パパのデモクラシー』（1994年、紀伊国屋サザンシアター、他地方公演）
- ホリプロミュージカル『DORA〜百万回生きたねこ〜』（1995年、東京芸術劇場中ホール・中日劇場・フランス公演）
- 山田Club公演『リセッターズ』（1996年、青山円形劇場） - 主演
- 二兎社公演再演『パパのデモクラシー』（1997年）
- 山田Club公演『ある極端な家系』（1998年、東京芸術劇場小ホール） - 主演
- フランスDCAカンパニー公演『TORITON』（1999年、世田谷パブリックシアター）
- 山田Club公演『前菜の野望』（1999年、シアタートラム） - 主演
- 『ジングル』（2010年、下北沢駅前劇場）

### CM
- 白泉社（2011年）
- 楽天（2011年）
- 花王
  - バブ（2011年）
  - ブローネ（2012年 - 2014年）
  - ワイドハイター EXパワー（2013年）
- マクドナルド 三角チョコパイ「プロもとろける」篇（2014年）
- 早稲田アカデミー「へんな生き物」篇（2016年 - ） - 第53回ギャラクシー賞CM部門で優秀賞受賞。第69回広告電通賞テレビ部門 教育・文化・娯楽部門で最優秀賞受賞。
- リフォームステーション（2017年 - ）
- 森永製菓 ミルクココア WebCM（2024年）

### 吹き替え
- アリー my Love2（1998-1999年 NHK） - ネル・ポーター役
- アリー my Love3（1999-2000年 NHK） - ネル・ポーター役
- アリー my Love4（2000-2002年 NHK） - ネル・ポーター役
- アイズ ワイド シャット
- ER緊急救命室シーズン10（シンディ）
- タイタンA.E.（AKIMA）
- 僕の、世界の中心は、君だ。（スウン）
- 中華英雄伝 Chinese Hero（ノン・チンショー）
- ブラッディ・マロリー（マロリー）

## 執筆・連載
- シアターガイド
- 『Job et Baby〜ママになったクリエイター達』（径書房）

## その他
- 舞台『Job&Baby』（2007年 青山円形劇場） - 企画・作・演出